# Saison 25 de Dancing with the Stars
Vous pouvez aider à l'améliorer ou bien discuter des problèmes sur sa page de discussion.
- Il n'est pas vérifiable et peut contenir des informations totalement erronées. Il est fortement conseillé aux contributeurs d'étayer son contenu par des sources fiables. Sans cela, sa suppression pourrait être envisagée. (si vous venez d'apposer le bandeau, veuillez cliquer sur ce lien pour créer la discussion et en afficher les indications). (Marqué depuis avril 2025)
- Il peut contenir un travail inédit ou des déclarations non vérifiées. Vous pouvez l’améliorer en ajoutant des références. (Marqué depuis avril 2025)

- Archive Wikiwix
- Bing
- Cairn
- DuckDuckGo
- E. Universalis
- Gallica
- Google
- G. Books
- G. News
- G. Scholar
- Persée
- Qwant
- (zh) Baidu
- (ru) Yandex
- (wd) trouver des œuvres sur Wikidata

Vous pouvez aider à l'améliorer ou bien discuter des problèmes sur sa page de discussion.
- Son admissibilité est à vérifier. Motif : manque de sources et de contenu notable, qui peut être éventuellement transféré dans l'article principal. Vous êtes invité à le compléter pour expliciter son admissibilité, en y apportant des sources secondaires de qualité. (Marqué depuis août 2025)
- Il ne cite pas suffisamment ses sources. Vous pouvez indiquer les passages à sourcer avec {{référence nécessaire}} ou {{Référence souhaitée}}, et inclure les références utiles en les liant aux notes de bas de page. (Marqué depuis septembre 2017)
- Certaines de ses couleurs nuisent à son accessibilité et ne respectent pas la charte graphique. Les couleurs ne sont pas interdites, mais il est conseillé d'en faire un usage modéré qui respecte les normes d'accessibilité. (Marqué depuis avril 2025)
- Son texte doit être wikifié : il ne correspond pas à la mise en forme Wikipédia (style, typographie, liens internes, liens entre les wikis, etc.). (Marqué depuis avril 2025)

- Archive Wikiwix
- Bing
- Cairn
- DuckDuckGo
- E. Universalis
- Gallica
- Google
- G. Books
- G. News
- G. Scholar
- Persée
- Qwant
- (zh) Baidu
- (ru) Yandex
- (wd) trouver des œuvres sur Wikidata

La vingt-cinquième saison de Dancing with the Stars, émission américaine de téléréalité musicale, commencera le 18 septembre 2017 sur le réseau ABC.

## Couples
| Candidat         | Occupation                                          | Partenaire            | Départ     | Classement                    |
| ---------------- | --------------------------------------------------- | --------------------- | ---------- | ----------------------------- |
| Jordan Fisher    | Acteur Disney Channel et chanteur                   | Lindsay Arnold        | Semaine 10 | Vainqueur le 21 novembre 2017 |
| Lindsey Stirling | Violoniste et compositrice                          | Mark Ballas           | Semaine 10 | Deuxième le 21 novembre 2017  |
| Frankie Muniz    | Acteur dont Malcolm                                 | Witney Carson         | Semaine 10 | Troisième le 21 novembre 2017 |
| Drew Scott       | Vedette de l'émission Property Brothers             | Emma Slater           | Semaine 10 | Éliminé le 20 novembre 2017   |
| Victoria Arlen   | Ancienne nageuse paralympique                       | Valentin Chmerkovskiy | Semaine 9  | Éliminée le 13 novembre 2017  |
| Terrell Owens    | Ancien joueur de football américain en NFL          | Cheryl Burke          | Semaine 8  | Éliminé le 6 novembre 2017    |
| Vanessa Lachey   | Actrice, mannequin et animatrice de télévision      | Maksim Chmerkovskiy   | Semaine 7  | Éliminée le 30 octobre 2017   |
| Nikki Bella      | Catcheuse WWE et mannequin                          | Artem Chigvintsev     | Semaine 7  | Éliminée le 30 octobre 2017   |
| Nick Lachey      | Chanteur et acteur                                  | Peta Murgatroyd       | Semaine 6  | Éliminé le 23 octobre 2017    |
| Sasha Pieterse   | Chanteuse et actrice dont Pretty Little Liars       | Gleb Savchenko        | Semaine 5  | Éliminée le 16 octobre 2017   |
| Derek Fisher     | Ancien joueur de NBA                                | Sharna Burgess        | Semaine 4  | Éliminé le 9 octobre 2017     |
| Debbie Gibson    | Chanteuse pop et actrice                            | Alan Bersten          | Semaine 2  | Éliminée le 26 septembre 2017 |
| Barbara Corcoran | Membre de l'émission Shark Tank et femme d'affaires | Keoikantse Motsepe    | Semaine 2  | Éliminée le 25 septembre 2017 |

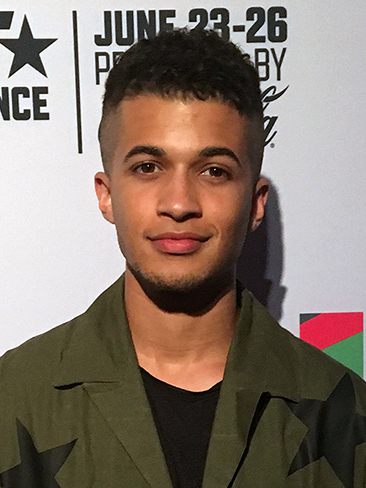
Jordan Fisher
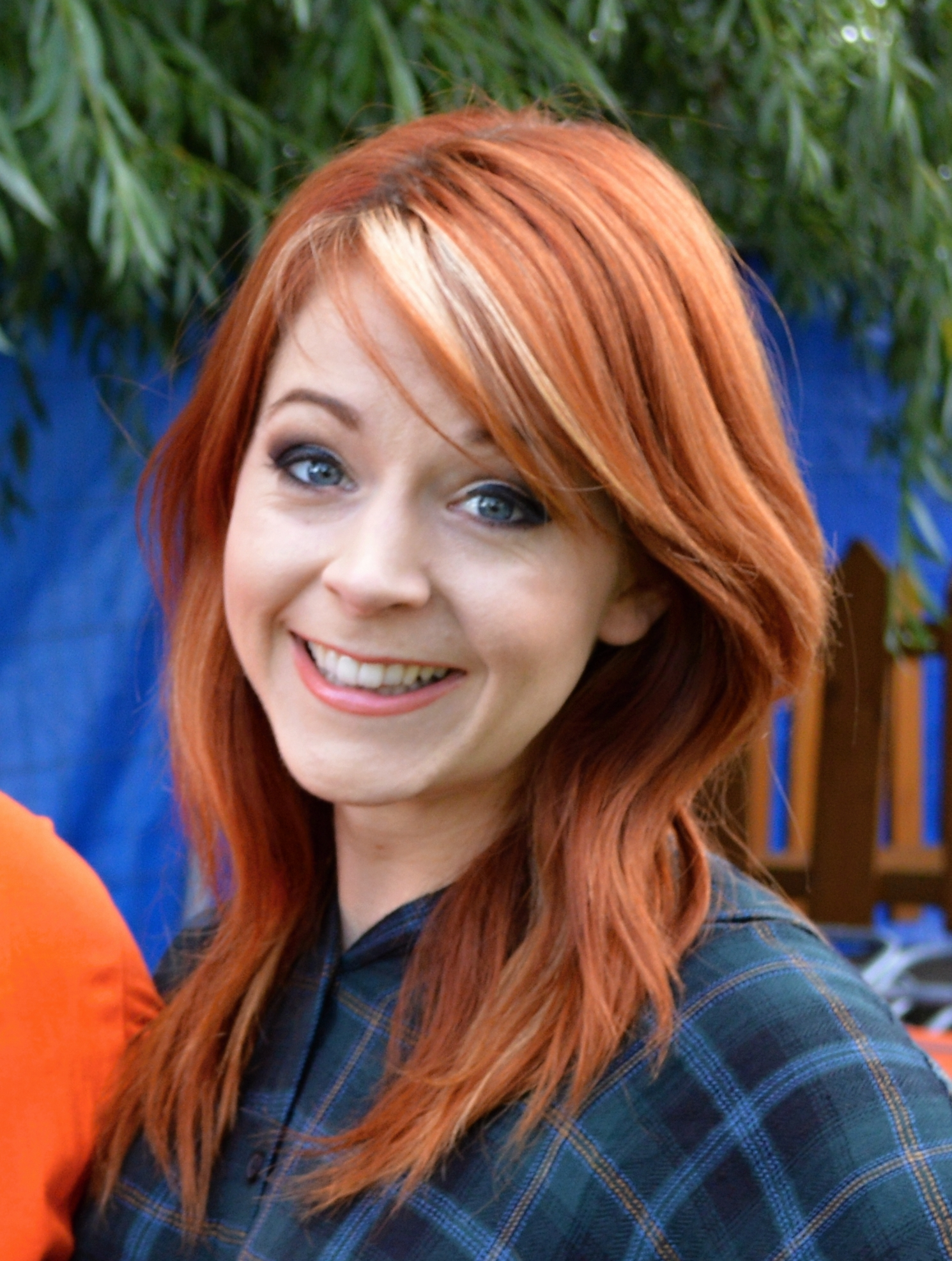
Lindsey Stirling
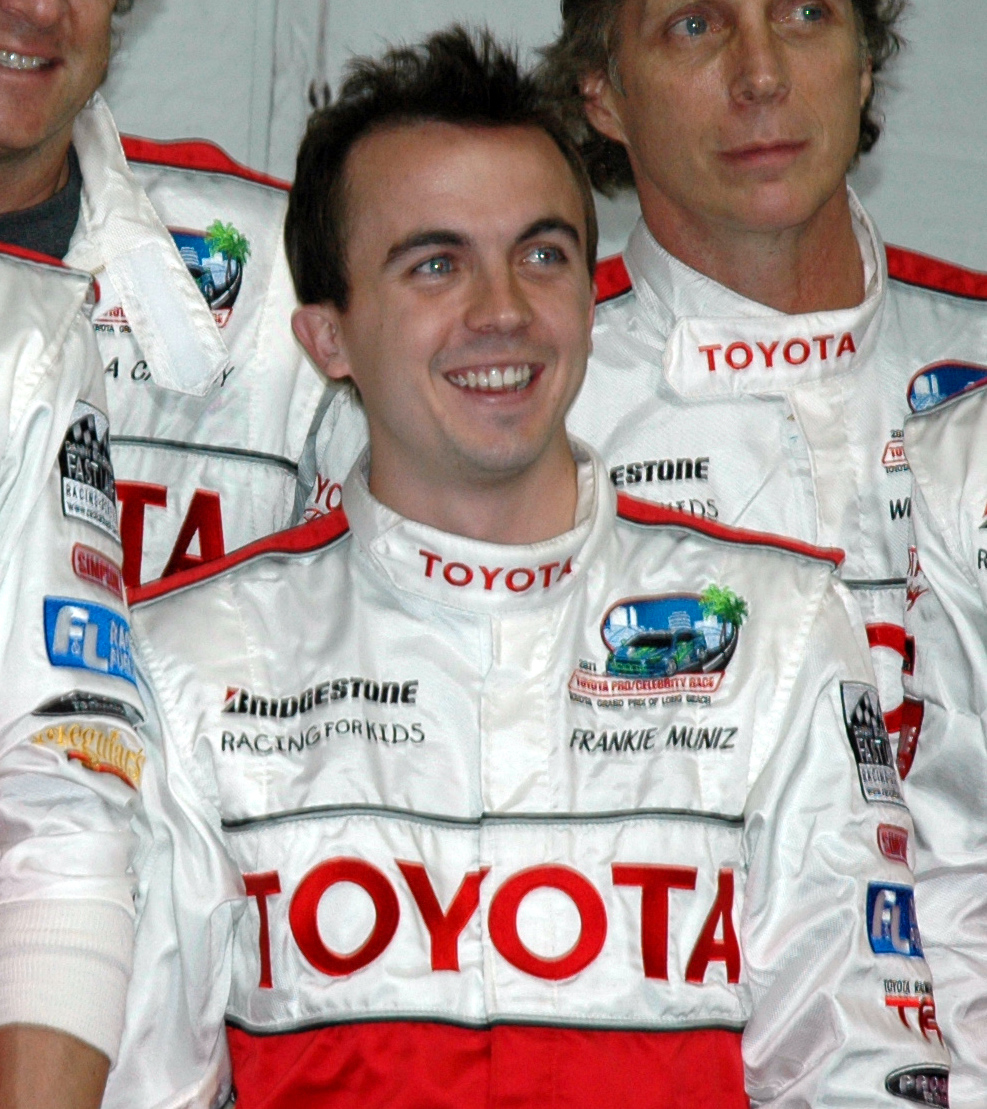
Frankie Muniz
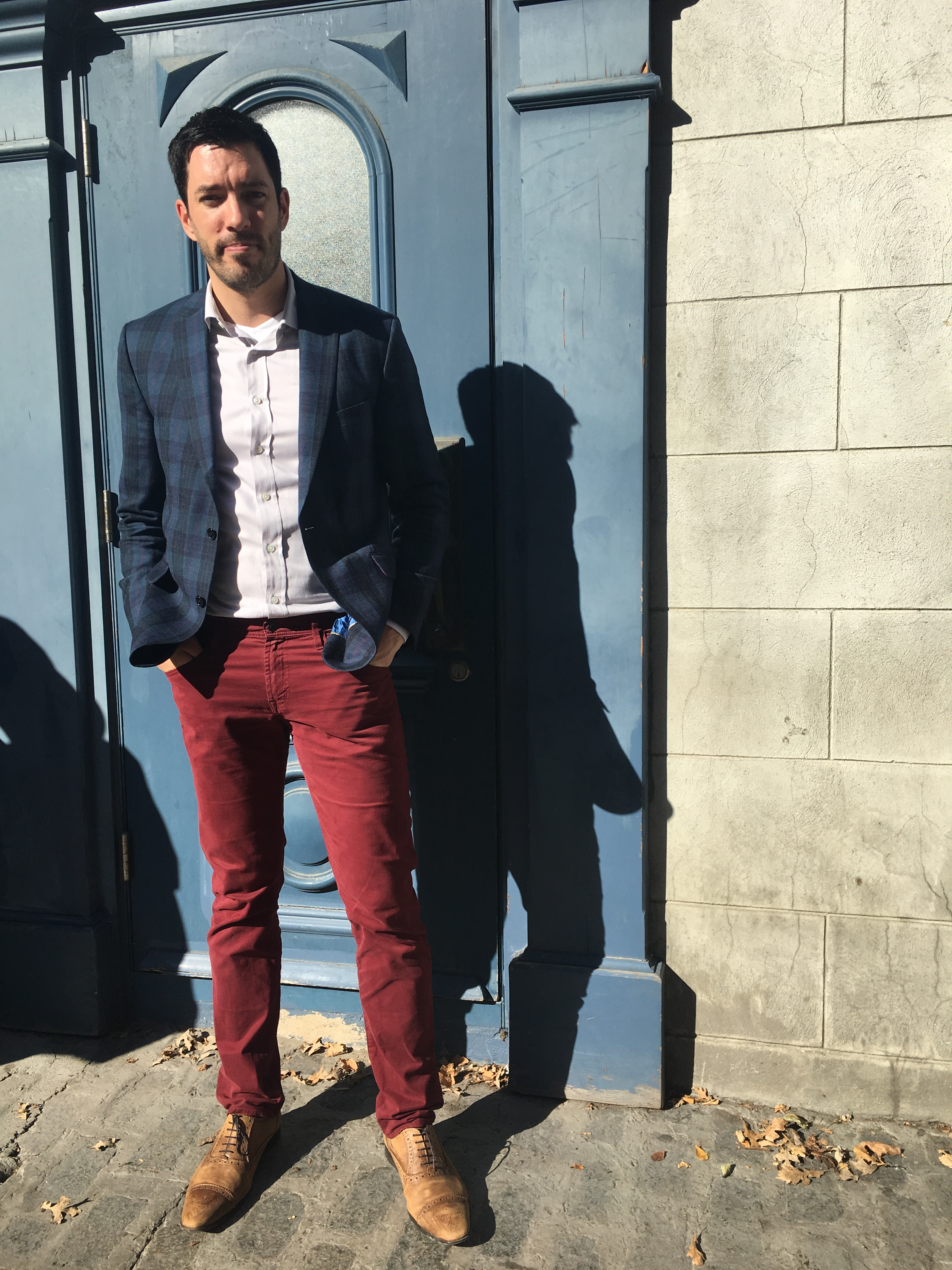
Drew Scott
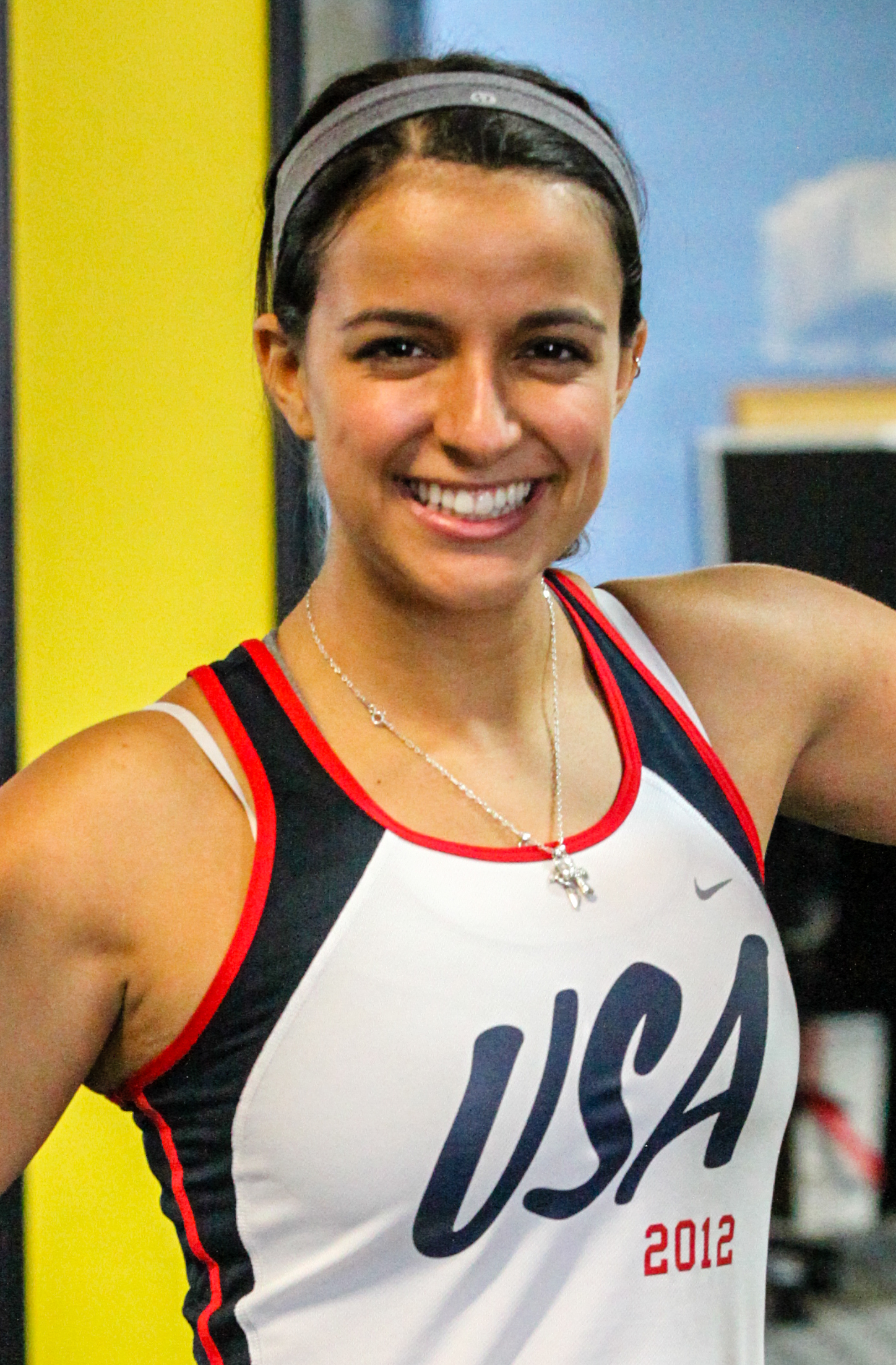
Victoria Arlen
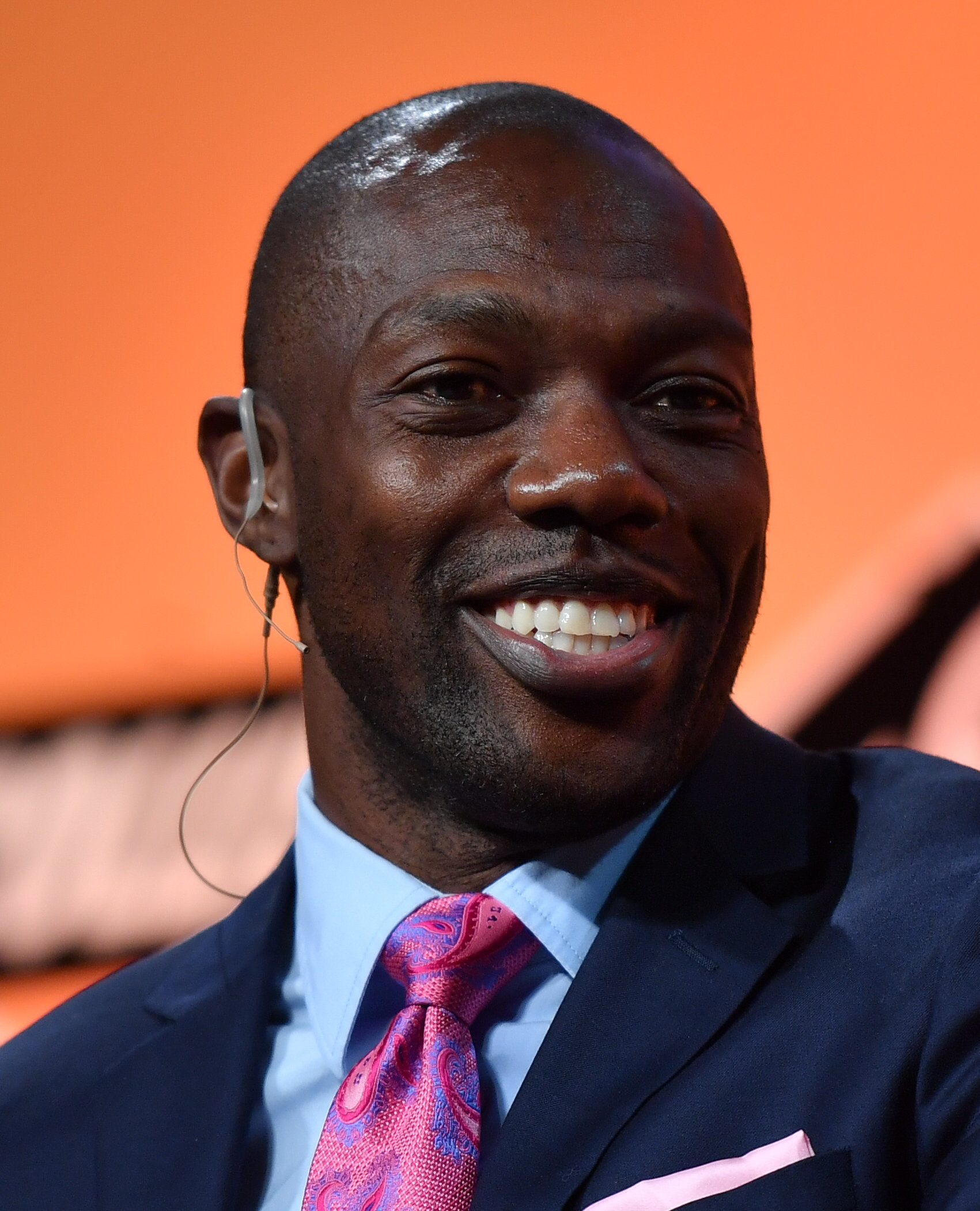
Terrell Owens

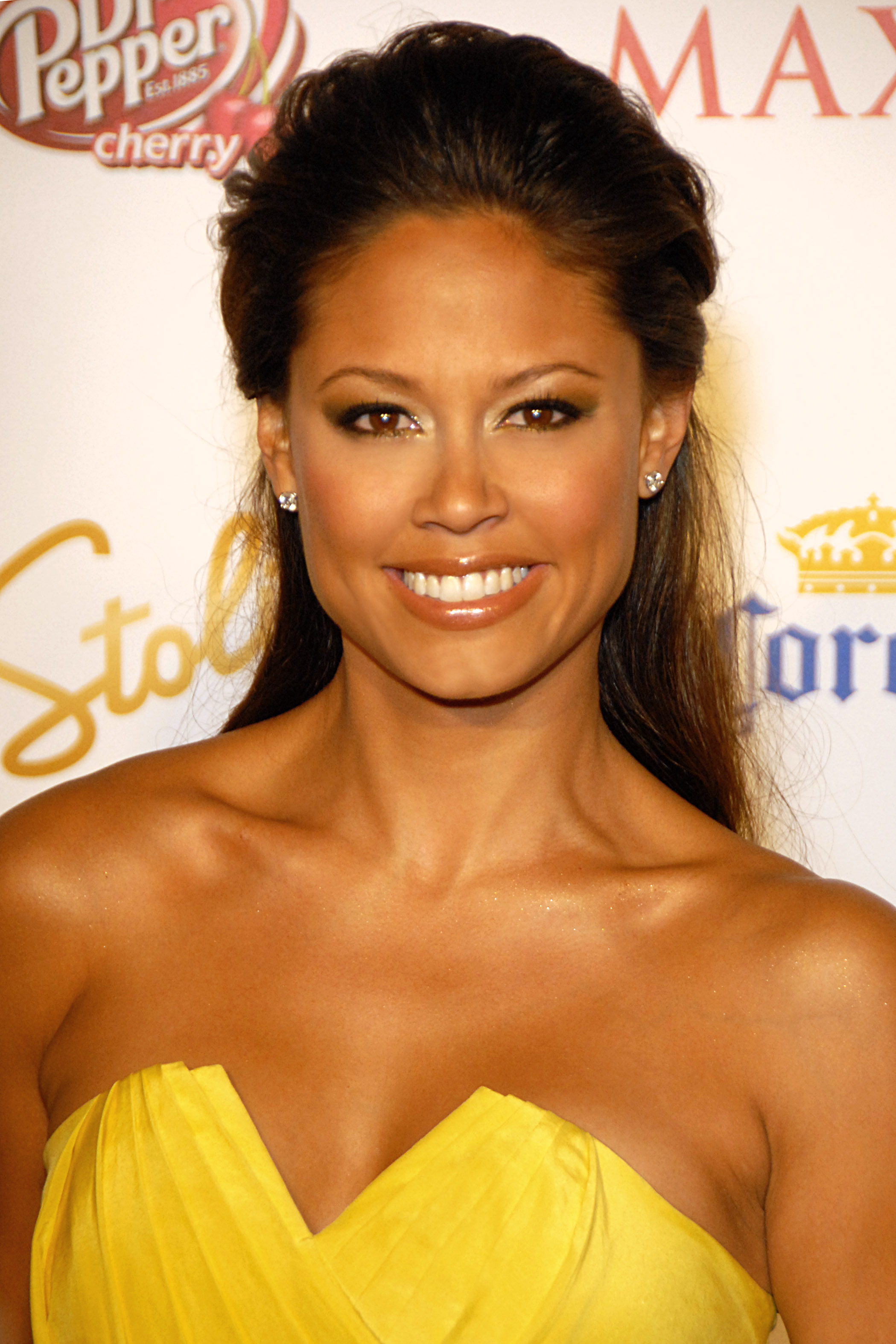
Vanessa Lachey
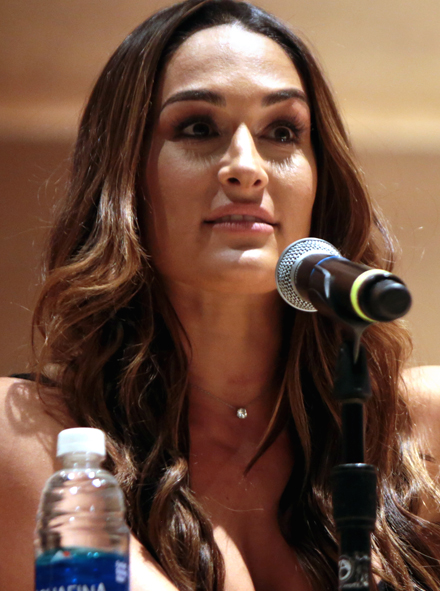
Nikki Bella
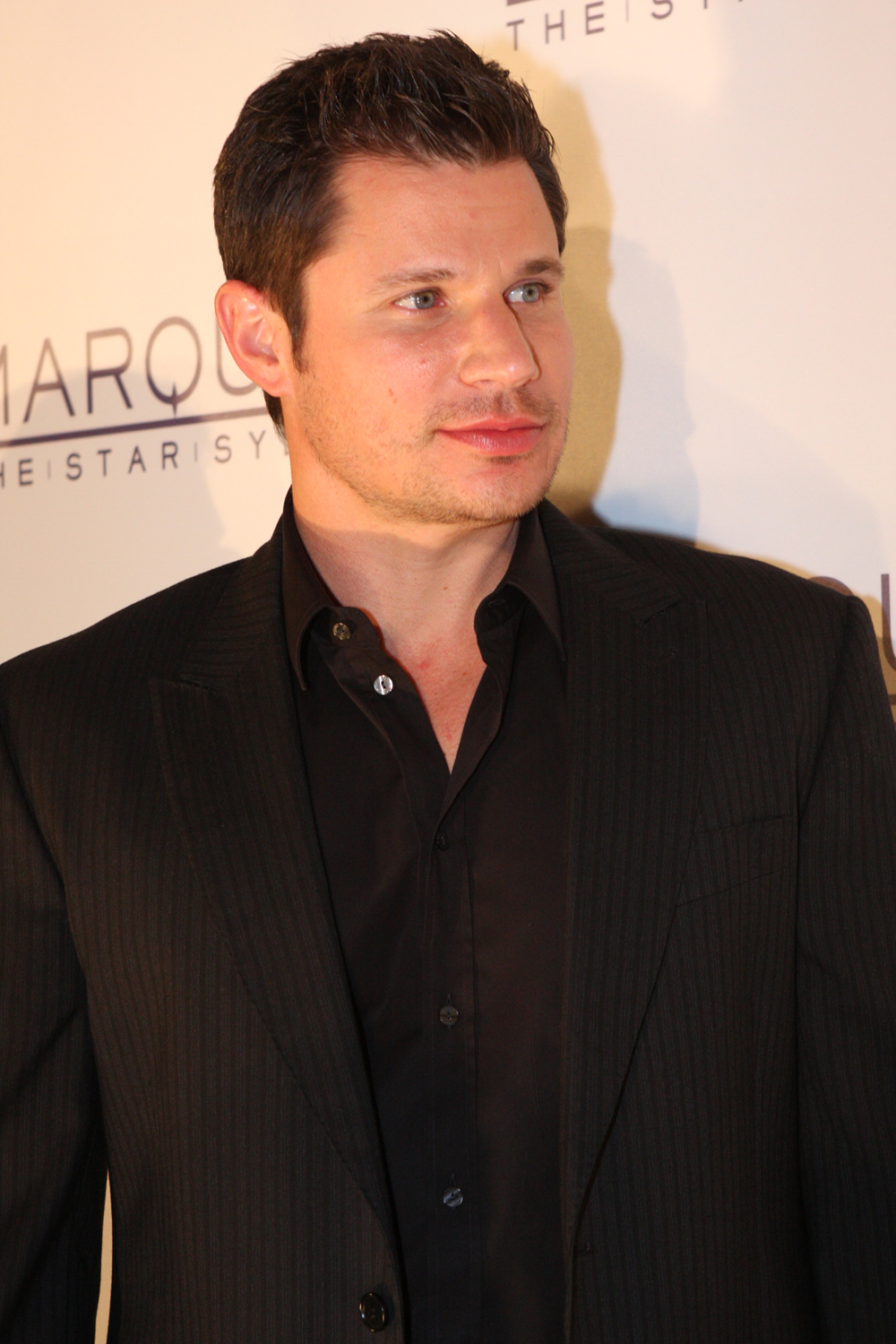
Nick Lachey
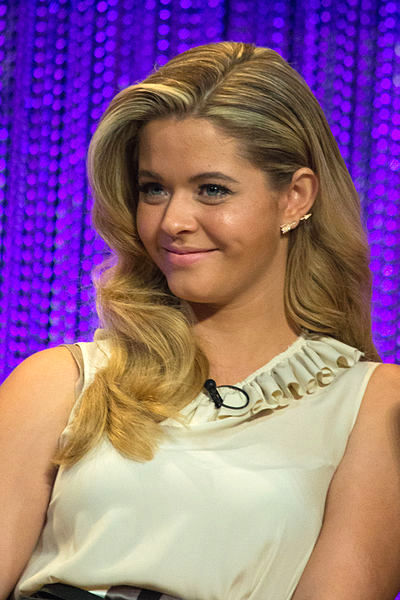
Sasha Pieterse
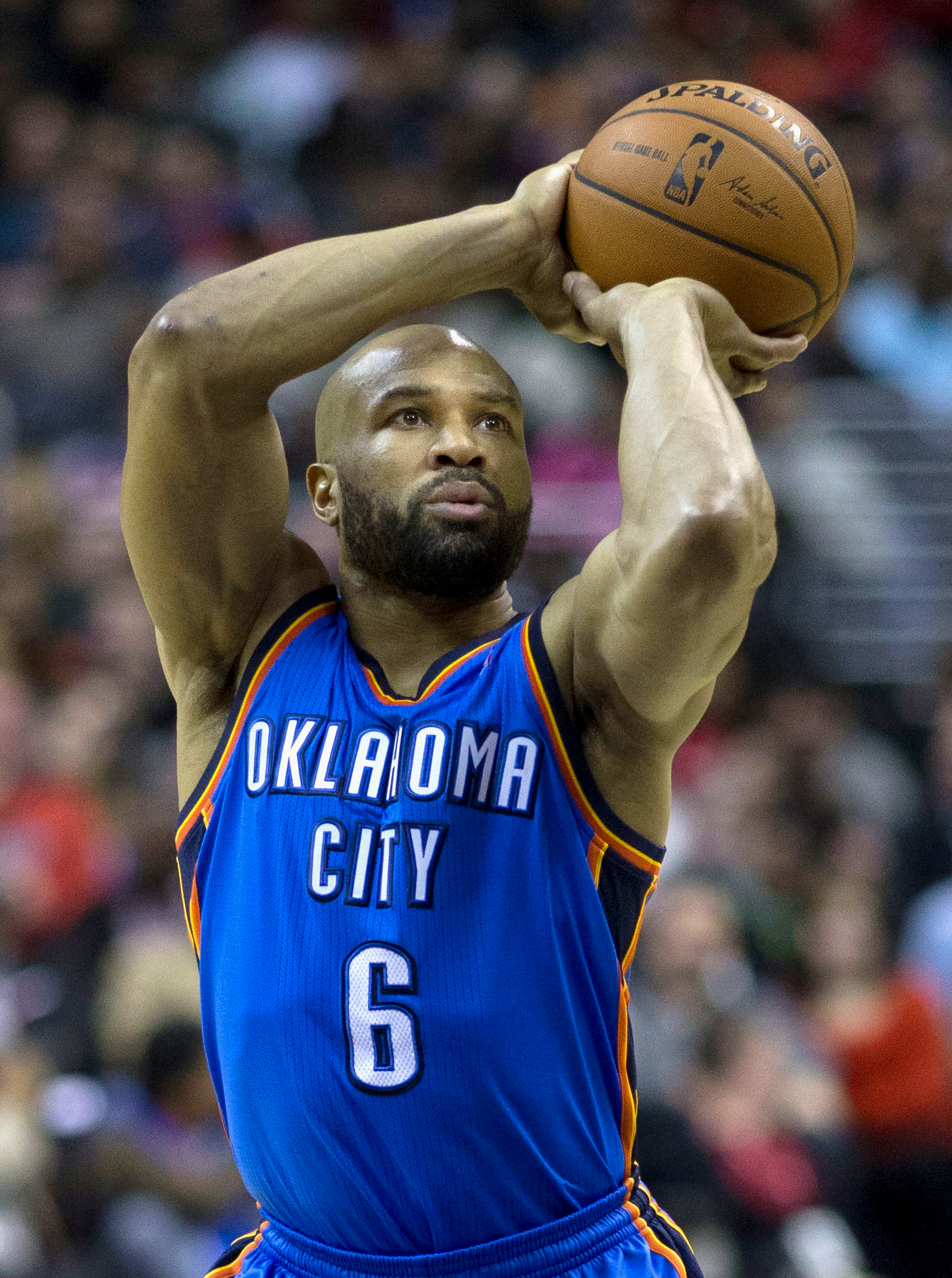
Derek Fisher
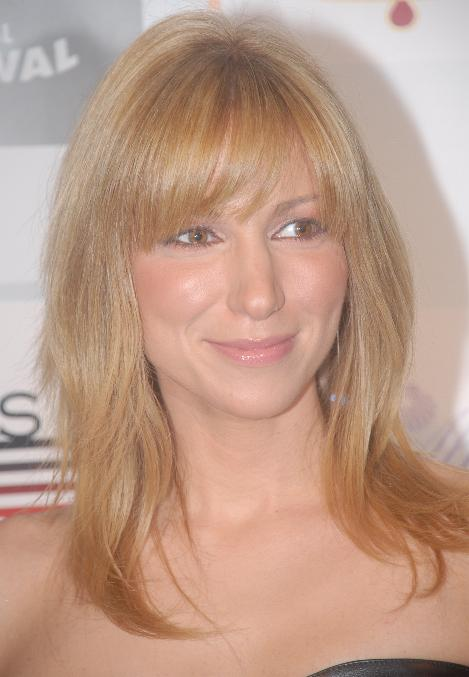
Debbie Gibson
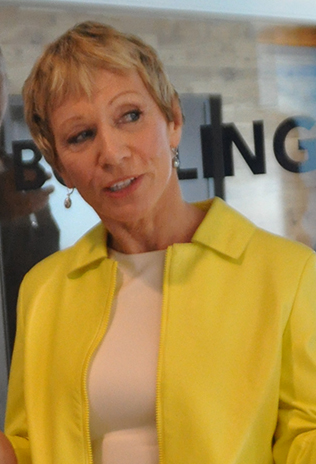
Barbara Corcoran

## Scores
| Jordan & Lindsay | 1  | 22 | 24 | 24 | 25 | 49 | 29 | 30 | 39 | 30 + 24 = 54 | 30 + 30 = 60 | 28 + 30 = 58 | 40 + 40 = 80 | + 30 + 30 = 140 |  |  |  |  |  |  |  |  |
| Lindsey & Mark   | 2  | 22 | 21 | 24 | 27 | 51 | 26 | 28 | 40 | 27 + 24 = 51 | 26 + 28 = 54 | 29 + 28 = 57 | 40 + 40 = 80 | + 30 + 30 = 140 |  |  |  |  |  |  |  |  |
| Frankie & Witney | 3  | 19 | 23 | 25 | 21 | 46 | 24 | 29 | 31 | 30 + 30 = 60 | 26 + 27 = 53 | 25 + 26 = 51 | 38 + 38 = 76 | + 30 + 28 = 134 |  |  |  |  |  |  |  |  |
| Drew & Emma      | 4  | 16 | 20 | 21 | 23 | 44 | 24 | 25 | 30 | 27 + 30 = 57 | 22 + 25 = 47 | 24 + 24 = 48 | 36 + 39 = 75 |                 |  |  |  |  |  |  |  |  |
| Victoria & Val   | 5  | 19 | 24 | 20 | 22 | 42 | 27 | 27 | 31 | 27 + 30 = 57 | 24 + 24 = 48 | 27 + 29 = 56 |              |                 |  |  |  |  |  |  |  |  |
| Terrell & Cheryl | 6  | 15 | 20 | 19 | 21 | 40 | 24 | 25 | 37 | 25 + 24 = 49 | 27 + 24 = 51 |              |              |                 |  |  |  |  |  |  |  |  |
| Vanessa & Maks   | 7  | 21 | 24 | 23 | 23 | 46 | 24 | 24 | 36 | 24 + 30 = 54 |              |              |              |                 |  |  |  |  |  |  |  |  |
| Nikki & Artem    | 8  | 20 | 21 | 18 | 21 | 39 | 24 | 27 | 36 | 24 + 24 = 48 |              |              |              |                 |  |  |  |  |  |  |  |  |
| Nick & Peta      | 9  | 18 | 19 | 19 | 21 | 40 | 22 | 22 | 26 |              |              |              |              |                 |  |  |  |  |  |  |  |  |
| Sasha & Gleb     | 10 | 18 | 23 | 22 | 19 | 41 | 24 | 24 |    |              |              |              |              |                 |  |  |  |  |  |  |  |  |
| Derek & Sharna   | 11 | 18 | 19 | 19 | 21 | 40 | 23 |    |    |              |              |              |              |                 |  |  |  |  |  |  |  |  |
| Debbie & Alan    | 12 | 17 | 20 | 21 |    |    |    |    |    |              |              |              |              |                 |  |  |  |  |  |  |  |  |
| Barbara & Keo    | 13 | 14 | 17 |    |    |    |    |    |    |              |              |              |              |                 |  |  |  |  |  |  |  |  |

Les nombres rouges indiquent le score le plus bas pour chaque semaine de compétition
Les nombres verts indiquent le score le plus haut pour chaque semaine de compétition
 Le couple éliminé cette semaine-là
 Le couple en danger cette semaine-là
 Le couple vainqueur
 Le couple en seconde position
 Le couple en troisième position

### Moyenne des candidats
Le tableau reprend la moyenne des notes des candidats, sur un maximum de 30 points. Les notes données les juges invités ne sont pas pris en compte dans la moyenne.
| Position par moyenne | Place | Couple           | Total des points | Nombre de danses | Moyenne |
| -------------------- | ----- | ---------------- | ---------------- | ---------------- | ------- |
| 1                    | 1     | Jordan & Lindsay | 475              | 17               | 27.94   |
| 2                    | 2     | Lindsey & Mark   | 460              | 17               | 27.05   |
| 3                    | 3     | Frankie & Witney | 442              | 17               | 26      |
| 4                    | 5     | Victoria & Val   | 324              | 13               | 24.92   |
| 5                    | 7     | Vanessa & Maks   | 220              | 9                | 24.44   |
| 6                    | 4     | Drew & Emma      | 357              | 15               | 23.86   |
| 7                    | 8     | Nikki & Artem    | 206              | 9                | 22.88   |
| 8                    | 6     | Terrell & Cheryl | 251              | 11               | 22.81   |
| 9                    | 10    | Sasha & Gleb     | 130              | 6                | 21.66   |
| 10                   | 9     | Nick & Peta      | 140              | 7                | 20.0    |
| 10                   | 11    | Derek & Sharna   | 100              | 5                | 20.0    |
| 12                   | 12    | Debbie & Alan    | 58               | 3                | 19.33   |
| 13                   | 13    | Barbara & Keo    | 31               | 2                | 15.5    |

### Meilleures et pires performances par type de danses
Les meilleurs et pires scores pour chaque danse, sur un maximum de 30 points. Les notes données par les juges invités ne sont pas comptabilisées.
| Danse                 | Meilleur danseur                                       | Score le plus haut | Pire danseur                                             | Score le plus bas |
| --------------------- | ------------------------------------------------------ | ------------------ | -------------------------------------------------------- | ----------------- |
| Cha-cha-cha           | Frankie Muniz Drew Scott                               | 25                 | Terrell Owens                                            | 15                |
| Charleston            | Jordan Fisher                                          | 30                 | Jordan Fisher                                            | 25                |
| Danse contemporaine   | Frankie Muniz                                          | 30                 | Nick Lachey                                              | 23                |
| Foxtrot               | Jordan Fisher                                          | 30                 | Drew Scott                                               | 16                |
| Freestyle individuel  | Jordan Fisher Lindsey Stirling                         | 30                 | Frankie Muniz                                            | 28                |
| Freestyle par équipes | Frankie Muniz Vanessa Lachey Victoria Arlen Drew Scott | 30                 | Nikki Bella Lindsey Stirling Terrell Owens Jordan Fisher | 24                |
| Jazz                  | Lindsey Stirling                                       | 28                 | Sasha Pieterse                                           | 19                |
| Jive                  | Jordan Fisher Lindsey Stirling                         | 30                 | Drew Scott Nikki Bella                                   | 24                |
| Paso doble            | Jordan Fisher                                          | 30                 | Derek Fisher                                             | 19                |
| Quickstep             | Jordan Fisher Lindsey Stirling                         | 30                 | Drew Scott Debbie Gibson                                 | 20                |
| Rumba                 | Jordan Fisher                                          | 29                 | Victoria Arlen                                           | 20                |
| Salsa                 | Jordan Fisher                                          | 30                 | Barbara Corcoran                                         | 14                |
| Samba                 | Jordan Fisher                                          | 30                 | Nikki Bella                                              | 18                |
| Tango                 | Lindsey Stirling                                       | 28                 | Barbara Corcoran                                         | 17                |
| Tango argentin        | Lindsey Stirling Frankie Muniz                         | 30                 | Nick Lachey                                              | 19                |
| Valse                 | Vanessa Lachey                                         | 24                 | Nikki Bella                                              | 21                |
| Valse viennoise       | Victoria Arlen                                         | 27                 | Nikki Bella                                              | 21                |

### Meilleures et pire performances pour chaque danseur
Le score maximal est de 30 points. Les notes données par les juges invités ne sont pas reprises.
| Couple           | Danse avec le meilleur score                                                       | Danse avec le moins bon score |
| ---------------- | ---------------------------------------------------------------------------------- | ----------------------------- |
| Jordan & Lindsay | Foxtrot Paso Doble Quickstep Salsa Jive Charleston Samba Freestyle individuel (30) | Tango (22)                    |
| Lindsey & Mark   | Tango argentin Quickstep Jive Freestyle individuel (30)                            | Quickstep (21)                |
| Frankie & Witney | Danse contemporaine Tango argentin (30)                                            | Foxtrot (19)                  |
| Drew & Emma      | Charleston Paso Doble (27)                                                         | Foxtrot (16)                  |
| Victoria & Val   | Charleston (29)                                                                    | Cha-cha-cha (19)              |
| Terrell & Cheryl | Jive Charleston (27)                                                               | Cha-cha-cha (15)              |
| Nikki & Artem    | Jazz Tango argentin (27)                                                           | Samba (18)                    |
| Vanessa & Maks   | Quickstep (27)                                                                     | Cha-cha-cha (21)              |
| Nick & Peta      | Quickstep Danse contemporaine (22)                                                 | Cha-cha-cha (18)              |
| Sasha & Gleb     | Foxtrot Rumba (24)                                                                 | Cha-cha-cha (18)              |
| Derek & Sharna   | Jazz (23)                                                                          | Salsa (18)                    |
| Debbie & Alan    | Tango argentin (21)                                                                | Foxtrot (17)                  |
| Barbara & Keo    | Tango (17)                                                                         | Salsa (14)                    |

## Liste des épisodes
Les notes attribuées par les juges sont toujours dans l'ordre suivant de gauche à droite: Carrie Ann Inaba, Len Goodman (en), Bruno Tonioli (en).

### Semaine 1: Premières danses
Les couples dansent soit un Cha-cha-cha, soit un Foxtrot, soit une Salsa, soit un Tango.
Ordre de passage
| Couple           | Scores       | Danse       | Musique                                         |
| ---------------- | ------------ | ----------- | ----------------------------------------------- |
| Terrell & Cheryl | 15 (5, 5, 5) | Cha-cha-cha | Ain't Too Proud to Beg — The Temptations        |
| Debbie & Alan    | 17 (6, 5, 6) | Foxtrot     | Lost in Your Eyes —Debbie Gibson                |
| Sasha & Gleb     | 18 (6, 6, 6) | Cha-cha-cha | Like That — Fleur East                          |
| Drew & Emma      | 16 (6, 5, 5) | Foxtrot     | Our House — Madness                             |
| Barbara & Keo    | 14 (5, 4, 5) | Salsa       | Money Maker — Ludacris feat. Pharrell Williams  |
| Jordan & Lindsay | 22 (8, 7, 7) | Tango       | There's Nothing Holdin' Me Back — Shawn Mendes  |
| Nick & Peta      | 18 (6, 6, 6) | Cha-cha-cha | Come Get It Bae — Pharrell Williams             |
| Vanessa & Maks   | 21 (7, 7, 7) | Cha-cha-cha | Woman —Kesha feat. Sharon Jones & the Dap-Kings |
| Frankie & Witney | 19 (7, 6, 6) | Foxtrot     | Sign of the Times — Harry Styles                |
| Nikki & Artem    | 20 (7, 7, 6) | Tango       | So What — Pink                                  |
| Derek & Sharna   | 18 (6, 6, 6) | Salsa       | Basketball — Kurtis Blow                        |
| Victoria & Val   | 19 (7, 6, 6) | Cha-cha-cha | Born Ready — The Disco Fries feat. Hope Murphy  |
| Lindsey & Mark   | 22 (7, 8, 7) | Cha-cha-cha | Don't Worry — Madcon feat. Ray Dalton           |

### Semaine 2: Soirée Danses standards + Soirée danses latines
Cette semaine spéciale se déroule sur deux soirées : le premier soir (lundi), les couples doivent exécuter une danse standard non-apprise et une personnalité est éliminée au bout de cette première soirée. La seconde soirée (mardi), les couples restants doivent réaliser une danse latine non-apprise et une deuxième personnalité se verra éliminée de la compétition après cette seconde soirée.
Le tango argentin, le Paso doble, le Quickstep, la Rumba, la Samba, la valse viennoise et la valse sont introduites.
Ordre de passage (Soirée 1)
| Couple           | Scores       | Danse           | Musique                                      | Résultat  |
| ---------------- | ------------ | --------------- | -------------------------------------------- | --------- |
| Debbie & Alan    | 20 (7, 6, 7) | Quickstep       | This Is My Time — Amy Stroup                 | Sauvée    |
| Nikki & Artem    | 21 (7, 7, 7) | Valse           | Come Away with Me — Norah Jones              | Sauvée    |
| Lindsey & Mark   | 21 (7, 7, 7) | Quickstep       | Swing Set — Jurassic 5                       | Sauvée    |
| Barbara & Keo    | 17 (6, 5, 6) | Tango           | Whatever Lola Wants — Sarah Vaughan          | Éliminée  |
| Nick & Peta      | 19 (7, 6, 6) | Foxtrot         | Brandy — Barry Manilow                       | Sauvé     |
| Drew & Emma      | 20 (7, 6, 7) | Quickstep       | Sing, Sing, Sing — Louis Prima               | Sauvé     |
| Vanessa & Maks   | 24 (8, 8, 8) | Foxtrot         | Hit Me with a Hot Note — Tami Tappan Damiano | Sauvée    |
| Frankie & Witney | 23 (8, 7, 8) | Tango           | Whatever It Takes — Imagine Dragons          | Sauvé     |
| Terrell & Cheryl | 20 (7, 6, 7) | Foxtrot         | Pillowtalk — Zayn Malik                      | En danger |
| Sasha & Gleb     | 23 (8, 8, 7) | Valse viennoise | I'm Going Down — Rose Royce                  | Sauvée    |
| Victoria & Val   | 24 (8, 8, 8) | Tango           | Look What You Made Me Do — Taylor Swift      | Sauvée    |
| Derek & Sharna   | 19 (6, 6, 7) | Foxtrot         | Hallelujah I Love Her So — Ray Charles       | Sauvé     |
| Jordan & Lindsay | 24 (8, 8, 8) | Valse viennoise | Count on Me — Judah Kelly                    | Sauvé     |

Ordre de passage (Soirée 2)
| Couple           | Scores       | Danse          | Musique                                                  | Résultat  |
| ---------------- | ------------ | -------------- | -------------------------------------------------------- | --------- |
| Nikki & Artem    | 18 (6, 6, 6) | Samba          | Despacito — Luis Fonsi feat. Daddy Yankee                | Sauvée    |
| Victoria & Val   | 20 (7, 6, 7) | Rumba          | Easy — Sky Ferreira                                      | Sauvée    |
| Derek & Sharna   | 19 (7, 6, 6) | Paso doble     | Diablo Rojo — Rodrigo y Gabriela                         | Sauvé     |
| Sasha & Gleb     | 22 (8, 7, 7) | Samba          | Most Girls — Hailee Steinfeld                            | Sauvée    |
| Nick & Peta      | 19 (7, 6, 6) | Tango argentin | She's a Lady — Lion Babe                                 | En danger |
| Jordan & Lindsay | 24 (8, 8, 8) | Samba          | Mi Gente — J Balvin & Willy William                      | Sauvé     |
| Drew & Emma      | 21 (7, 7, 7) | Rumba          | Lights Down Low — MAX feat. Gnash                        | Sauvé     |
| Debbie & Alan    | 21 (7, 7, 7) | Tango argentin | Havana — Camila Cabello feat. Young Thug                 | Éliminée  |
| Vanessa & Maks   | 23 (8, 8, 7) | Salsa          | Instruction — Jax Jones feat. Demi Lovato & Stefflon Don | Sauvée    |
| Terrell & Cheryl | 19 (6, 6, 7) | Samba          | Hot in Herre — Nelly                                     | Sauvé     |
| Lindsey & Mark   | 24 (8, 8, 8) | Salsa          | Mani Picao — Ricky Campanelli                            | Sauvée    |
| Frankie & Witney | 25 (8, 8, 9) | Cha-cha-cha    | Perm — Bruno Mars                                        | Sauvé     |

### Semaine 3: SoiréePetits plaisirs secrets
Les différents couples exécutent une danse non encore apprise, sur une chanson qui leur rappelle un de leurs petits plaisirs secrets.
Outre les danses déjà introduites dans l'émission, sont ajoutées, le Charleston, le Jazz et le Jive
À un moment de la soirée, une minute de silence a été organisée en mémoire des victimes de la fusillade de Las Vegas qui a eu lieu la veille. Au vu des circonstances, aucun couple n'est éliminé cette semaine.
Maksim Chmerkovskiy n'a pas pu danser cette semaine-là pour des raisons personnelles. Pour le remplacer, Vanessa Lachey a dansé avec le danseur éliminé Alan Bersten.
Ordre de passage
| Couples          | Scores       | Danses          | Musiques                                                    |
| ---------------- | ------------ | --------------- | ----------------------------------------------------------- |
| Drew & Emma      | 23 (8, 7, 8) | Tango argentin  | Red Right Hand — Nick Cave and the Bad Seeds                |
| Derek & Sharna   | 21 (7, 7, 7) | Cha-cha-cha     | Le Prince de Bel-Air — DJ Jazzy Jeff & The Fresh Prince     |
| Victoria & Val   | 22 (8, 7, 7) | Quickstep       | Tubthumping — Chumbawamba                                   |
| Vanessa & Alan   | 23 (7, 8, 8) | Jazz            | Girls Just Want to Have Fun — Cyndi Lauper                  |
| Nikki & Artem    | 21 (7, 7, 7) | Valse viennoise | Love on the Brain — Rihanna                                 |
| Frankie & Witney | 21 (7, 7, 7) | Samba           | It's Gonna Be Me — NSYNC                                    |
| Lindsey & Mark   | 27 (9, 9, 9) | Jive            | Wake Me Up Before You Go-Go — Wham!                         |
| Sasha & Gleb     | 19 (7, 6, 6) | Jazz            | I Can't Help Myself (Sugar Pie Honey Bunch) — The Four Tops |
| Nick & Peta      | 21 (7, 7, 7) | Jazz            | Jump (For My Love) — The Pointer Sisters                    |
| Terrell & Cheryl | 21 (7, 7, 7) | Salsa           | The Breaks — Kurtis Blow                                    |
| Jordan & Lindsay | 25 (9, 7, 9) | Charleston      | The Glory Days — Michael Giacchino                          |

### Semaine 4: SoiréeL'année la plus mémorable
Les couples exécutent une danse non-apprise, sur une musique qui leur rappelle l'année la plus mémorable de leur vie.
La danse contemporaine est introduire comme nouvelle danse.
Ordre de passage
| Couple           | Scores<        | Danse               | Musique                                         | Résultat  |
| ---------------- | -------------- | ------------------- | ----------------------------------------------- | --------- |
| Frankie & Witney | 24 (8, 8, 8)   | Quickstep           | Adventure of a Lifetime — Coldplay              | Sauvé     |
| Terrell & Cheryl | 24 (8, 8, 8)   | Valse viennoise     | I Have Nothing — Whitney Houston                | Sauvé     |
| Nikki & Artem    | 24 (8, 8, 8)   | Danse contemporaine | Fight Song — Rachel Platten                     | Sauvée    |
| Nick & Peta      | 22 (8, 7, 7)   | Danse contemporaine | Falling Slowly — Glen Hansard & Markéta Irglová | En danger |
| Lindsey & Mark   | 26 (9, 8, 9)   | Valse viennoise     | Anchor — Mindy Gledhill                         | Sauvée    |
| Derek & Sharna   | 23 (7, 8, 8)   | Jazz                | Move On Up — Curtis Mayfield                    | Éliminé   |
| Jordan & Lindsay | 29 (10, 9, 10) | Danse contemporaine | Take Me Home — Us the Duo                       | Sauvé     |
| Sasha & Gleb     | 24 (8, 8, 8)   | Foxtrot             | Over My Head (Cable Car) — The Fray             | Sauvée    |
| Vanessa & Maks   | 24 (8, 8, 8)   | Rumba               | Godspeed (Sweet Dreams) — Nick Lachey           | Sauvée    |
| Drew & Emma      | 24 (8, 8, 8)   | Jive                | Don't Stop Me Now — Queen                       | Sauvé     |
| Victoria & Val   | 27 (9, 9, 9)   | Foxtrot             | I Lived — OneRepublic                           | Sauvée    |

### Semaine 5:Soirée Disney
Cette semaine, les couples exécutent une danse non-apprise sur une musique qui célèbre la firme Disney à travers le temps. L'ordre de passage correspond à l'ordre chronologique de sortie des films au cinéma.
Ordre de passage
| Couple           | Scores          | Danse           | Musique                                                                      | Film                                           | Résultat  |
| ---------------- | --------------- | --------------- | ---------------------------------------------------------------------------- | ---------------------------------------------- | --------- |
| Victoria & Val   | 27 (9, 9, 9)    | Jazz            | Steamboat Willie Suite — Wilfred Jackson & Bert Lewis                        | Steamboat Willie                               | Sauvée    |
| Vanessa & Maks   | 24 (8, 8, 8)    | Valse           | Un jour mon prince viendra — Élodie Frégé                                    | Blanche-Neige et les Sept Nains                | Sauvée    |
| Lindsey & Mark   | 28 (9, 10, 9)   | Foxtrot         | When You Wish Upon a Star — Cliff Edwards                                    | Pinocchio                                      | Sauvée    |
| Nick & Peta      | 22 (7, 8, 7)    | Quickstep       | The Bare Necessities — Phil Harris & Bruce Reitherman                        | Le Livre de la jungle                          | Sauvé     |
| Drew & Emma      | 25 (9, 8, 8)    | Valse viennoise | Rainbow Connection — Kermit la grenouille                                    | Les Muppets, le film                           | Sauvé     |
| Sasha & Gleb     | 24 (8, 8, 8)    | Rumba           | Kiss the Girl — Samuel E. Wright                                             | La Petite Sirène                               | Éliminée  |
| Terrell & Cheryl | 25 (9, 8, 8)    | Quickstep       | I Just Can't Wait to Be King — Jason Weaver, Rowan Atkinson & Laura Williams | Le Roi lion                                    | Sauvé     |
| Frankie & Witney | 29 (10, 9, 10)  | Tango argentin  | Angelica — Rodrigo y Gabriela                                                | Pirates des Caraïbes : la Fontaine de jouvence | En danger |
| Jordan & Lindsay | 30 (10, 10, 10) | Foxtrot         | You're Welcome — Jordan Fisher feat. Lin-Manuel Miranda                      | Vaiana : La Légende du bout du monde           | Sauvé     |
| Nikki & Artem    | 27 (9, 9, 9)    | Jazz            | Remember Me — Benjamin Bratt                                                 | Coco                                           | Sauvée    |

### Semaine 6:Soirée Cinéma
Cette semaine, les couples exécutent une danse non-apprise sur une musique qui rappelle un genre cinématographique.
Cette semaine, exceptionnellement, une quatrième juge, en la personne de l'actrice et chanteuse Shania Twain rejoint le jury.
Les prestations sont donc notées sur 40. Les notes sont retranscrites dans l'ordre suivant : Carrie Ann Inaba, Len Goodman (en), Shania Twain, Bruno Tonioli (en).
Ordre de passage
| Couple           | Scores           | Danse          | Musique                                                   | Genre             | Résultat  |
| ---------------- | ---------------- | -------------- | --------------------------------------------------------- | ----------------- | --------- |
| Nikki & Artem    | 36 (9,9,9,9)     | Tango argentin | Dernière danse - Indila                                   | Film étranger     | Sauvée    |
| Drew & Emma      | 30 (7,7,9,7)     | Paso Doble     | Legend - The Score                                        | Action            | Sauvé     |
| Nick & Peta      | 26 (7,6,7,6)     | Samba          | Wild Wild West - Will Smith feat. Dru Hill & Kool Moe Dee | Western           | Éliminé   |
| Victoria & Val   | 31 (8,8,7,8)     | Paso Doble     | We Will Rock You - Queen                                  | Film sportif      | Sauvée    |
| Terrell & Cheryl | 37 (9,9,10,9)    | Jive           | Feel It Still - Portugal. The Man                         | Film d'espionnage | En danger |
| Frankie & Witney | 31 (7,8,8,8)     | Jazz           | Holly Rock - Sheila E.                                    | Film d'animation  | Sauvé     |
| Vanessa & Maks   | 36 (9,9,9,9)     | Quickstep      | Let's Be Bad - Smash cast feat. Megan Hilty               | Comédie musicale  | Sauvée    |
| Jordan & Lindsay | 39 (10,9,10,10)  | Rumba          | Supermarket Flowers - Ed Sheeran                          | Drame             | Sauvé     |
| Lindsey & Mark   | 40 (10,10,10,10) | Tango argentin | Human - Sevdaliza                                         | Science-fiction   | Sauvée    |

### Semaine 7: SoiréeHalloween
Les couples exécutent une danse non-apprise sur une musique ayant trait à la fête d'Halloween.
Cette semaine, deux couples ont été éliminés.
Ordre de passage
| Couple                                                         | Scores          | Danse                                     | Musique                                                       | Résultat                                                      |
| -------------------------------------------------------------- | --------------- | ----------------------------------------- | ------------------------------------------------------------- | ------------------------------------------------------------- |
| Victoria & Val                                                 | 27 (9, 9, 9)    | Valse viennoise                           | The Night We Met — Lord Huron                                 | Sauvée                                                        |
| Jordan & Lindsay                                               | 30 (10, 10, 10) | Paso doble                                | Animals — Martin Garrix                                       | Sauvé                                                         |
| Nikki & Artem                                                  | 24 (8, 8, 8)    | Jive                                      | I Put a Spell on You — Bette Midler                           | Éliminée                                                      |
| Vanessa & Maks                                                 | 24 (8, 8, 8)    | Paso doble                                | Game of Survival — Ruelle                                     | Éliminée                                                      |
| Terrell & Cheryl                                               | 25 (8, 8, 9)    | Tango                                     | Super Freak — Rick James                                      | En danger                                                     |
| Lindsey & Mark                                                 | 27 (9, 9, 9)    | Paso doble                                | Roundtable Rival — Lindsey Stirling                           | Sauvée                                                        |
| Frankie & Witney                                               | 30 (10, 10, 10) | Danse contemporaine                       | Every Breath You Take — Chase Holfelder                       | Sauvé                                                         |
| Drew & Emma                                                    | 27 (9, 9, 9)    | Charleston                                | Remains of the Day — Danny Elfman                             | Sauvé                                                         |
| Nikki & Artem Lindsey & Mark Terrell & Cheryl Jordan & Lindsay | 24 (8, 8, 8)    | Freestyle (Equipe Monster Mash)           | Monster Mash — Bobby Pickett                                  | Monster Mash — Bobby Pickett                                  |
| Vanessa & Maks Frankie & Witney Victoria & Val Drew & Emma     | 30 (10, 10, 10) | Freestyle (Equipe (Le Fantôme de l'Opéra) | The Phantom of the Opera — Sarah Brightman & Michael Crawford | The Phantom of the Opera — Sarah Brightman & Michael Crawford |

### Semaine 8: SoiréeDanses en trio(Quarts de finale)
Les couples exécutent deux danses non-apprises : une danse en duo traditionnelle et une danse en trio avec un ancien vainqueur de l'émission.
Ordre de passage
| Couple (Partenaire de trio)        | Scores          | Danse           | Musique                                          | Résultat  |
| ---------------------------------- | --------------- | --------------- | ------------------------------------------------ | --------- |
| Terrell & Cheryl (Kelly Monaco)    | 27 (9, 9, 9)    | Charleston      | Bad Boy Good Man— Tape Five feat. Henrik Wager   | Éliminé   |
| Terrell & Cheryl (Kelly Monaco)    | 24 (8, 8, 8)    | Rumba           | Slow Hands—Niall Horan                           | Éliminé   |
| Drew & Emma (Rashad Jennings)      | 22 (7, 7, 8)    | Valse           | Both Sides, Now — Years & Years                  | Sauvé     |
| Drew & Emma (Rashad Jennings)      | 25 (9, 8, 8)    | Cha-cha-cha     | Get Up Offa That Thing — James Brown             | Sauvé     |
| Victoria & Val (Laurie Hernandez)  | 24 (8, 8, 8)    | Tango argentin  | Down — Marian Hill                               | Sauvée    |
| Victoria & Val (Laurie Hernandez)  | 24 (8, 8, 8)    | Jive            | Magic — B.o.B feat. Rivers Cuomo                 | Sauvée    |
| Lindsey & Mark (Kristi Yamaguchi)  | 26 (9, 8, 9)    | Samba           | Morning Drums — Gregor Salto                     | Sauvée    |
| Lindsey & Mark (Kristi Yamaguchi)  | 28 (10, 9, 9)   | Jazz            | Let's Face the Music and Dance — Seth MacFarlane | Sauvée    |
| Frankie & Witney (Alfonso Ribeiro) | 26 (9, 8, 9)    | Valse viennoise | Perfect—Ed Sheeran                               | En danger |
| Frankie & Witney (Alfonso Ribeiro) | 27 (9, 9, 9)    | Jive            | Good Place — Leo Soul                            | En danger |
| Jordan & Lindsay (Corbin Bleu)     | 30 (10, 10, 10) | Quickstep       | Chuck Berry — Pharrell Williams                  | Sauvé     |
| Jordan & Lindsay (Corbin Bleu)     | 30 (10, 10, 10) | Salsa           | Que Viva la Vida — Wisin                         | Sauvé     |

### Semaine 9: Demi-finales
Les couples exécutent deux danses non-apprise : l'une d'elles est une danse non-apprise, sur une musique choisie par leurs danseurs professionnels, de manière à réinterpréter une danse d'un couple emblématique d'une des précédentes saisons.
Ordre de passage
| Couple           | Scores          | Danses              | Musique (Couple emblématique)                                                     | Résultats |
| ---------------- | --------------- | ------------------- | --------------------------------------------------------------------------------- | --------- |
| Drew & Emma      | 24 (8, 8, 8)    | Tango               | I'm Gonna Be (500 Miles) — The Proclaimers                                        | Sauvé     |
| Drew & Emma      | 24 (8, 8, 8)    | Jazz                | "Yeah!"—Usher feat. Lil Jon & Ludacris (Corbin Bleu & Karina Smirnoff, saison 17) | Sauvé     |
| Victoria & Val   | 27 (9, 9, 9)    | Danse contemporaine | To Build a Home — The Cinematic Orchestra feat. Patrick Watson                    | Éliminée  |
| Victoria & Val   | 29 (9, 10, 10)  | Charleston          | Bang Bang — Will.i.am (Amber Riley & Derek Hough, saison 17)                      | Éliminée  |
| Jordan & Lindsay | 28 (9, 9, 10)   | Tango argentin      | Brother — Needtobreathe feat. Gavin DeGraw                                        | Sauvé     |
| Jordan & Lindsay | 30 (10, 10, 10) | Jive                | Proud Mary — Tina Turner (Paige VanZant & Mark Ballas, saison 22)                 | Sauvé     |
| Lindsey & Mark   | 29 (10, 9, 10)  | Danse contemporaine | Head High — Alexander Jean                                                        | Sauvée    |
| Lindsey & Mark   | 28 (9, 9, 10)   | Tango               | Feel So Close — Calvin Harris (Meryl Davis & Maksim Chmerkovskiy, saison 18)      | Sauvée    |
| Frankie & Witney | 25 (8, 8, 9)    | Salsa               | Shake— Yin Yang Twins feat. Pitbull                                               | En danger |
| Frankie & Witney | 26 (9, 8, 9)    | Paso doble          | Carnaval de Paris — Dario G (Apolo Anton Ohno & Julianne Hough, saison 4)         | En danger |

### Semaine 10: Finales
Pour cette finale, la juge Julianne Hough fait son retour et les notes sont donc distribuées dans cet ordre : Carrie Ann Inaba, Len Goodman, Julianne Hough, Bruno Tonioli.
Lors de la première soirée (lundi), les couples doivent exécuter une danse de rédemption (une danse qu'ils souhaitent améliorer) et sur un Freestyle.
Lors de la seconde soirée (mardi), les couples ont exécuté leur danse préférée de la saison et sur une fusion de deux danses de styles différents.
Ordre de passage (Soirée 1)
| Couple           | Scores              | Danse      | Musique                                                         | Résultat  |
| ---------------- | ------------------- | ---------- | --------------------------------------------------------------- | --------- |
| Drew & Emma      | 36 (9, 9, 9, 9)     | Paso doble | Get Ready — Rayelle                                             | Eliminé   |
| Drew & Emma      | 39 (9, 10, 10, 10)  | Freestyle  | The Ding-Dong Daddy of the D-Car Line — Cherry Poppin' Daddies  | Eliminé   |
| Frankie & Witney | 38 (10, 9, 10, 9)   | Foxtrot    | I Won't Dance — Frank Sinatra                                   | En danger |
| Frankie & Witney | 38 (9, 9, 10, 10)   | Freestyle  | Run Boy Run—Woodkid                                             | En danger |
| Jordan & Lindsay | 40 (10, 10, 10, 10) | Charleston | Bad Man — Pitbull feat. Robin Thicke, Joe Perry & Travis Barker | Sauvée    |
| Jordan & Lindsay | 40 (10, 10, 10, 10) | Freestyle  | Puttin' On the Ritz — Taco feat. tomX                           | Sauvée    |
| Lindsey & Mark   | 40 (10, 10, 10, 10) | Quickstep  | Barflies at the Beach — Royal Crown Revue                       | Sauvé     |
| Lindsey & Mark   | 40 (10, 10, 10, 10) | Freestyle  | Palladio — Escala                                               | Sauvé     |

Ordre de passage (Soirée 2)
| Couple           | Scores          | Danse             | Musique                                                                   | Résultat        |
| ---------------- | --------------- | ----------------- | ------------------------------------------------------------------------- | --------------- |
| Lindsey & Mark   | 30 (10, 10, 10) | Jive              | Wake Me Up Before You Go-Go — Wham!                                       | Seconde place   |
| Lindsey & Mark   | 30 (10, 10, 10) | Cha-cha-cha Tango | Hot2Touch — Felix Jaehn feat. Hight & Alex Aiono                          | Seconde place   |
| Frankie & Witney | 30 (10, 10, 10) | Tango argentin    | Angelica — Rodrigo y Gabriela                                             | Troisième place |
| Frankie & Witney | 28 (10, 9, 9)   | Foxtrot Tango     | Without You — Avicii feat. Sandro Cavazza                                 | Troisième place |
| Jordan & Lindsay | 30 (10, 10, 10) | Samba             | Mi Gente —J Balvin & Willy William                                        | Vainqueur       |
| Jordan & Lindsay | 30 (10, 10, 10) | Salsa Paso doble  | Kill the Lights — Alex Newell, Jess Glynne & DJ Cassidy with Nile Rodgers | Vainqueur       |

## Vue d'ensemble des danses
Chaque célébrité exécute une danse différente chaque semaine, parmi une sélection :
- Semaine 1: Cha-cha-cha, Foxtrot, Salsa, ou Tango (Premières danses)
- Semaine 2 (Soirée 1): Une danse standard non-apprise (Soirée Danses standards)
- Semaine 2 (Soirée 2): Une danse latine non-apprise (Soirée Danses latines)
- Semaine 3 : Cha-cha-cha, Charleston, Jazz, Jive, Quickstep, Salsa, Samba, Tango argentin, Valse viennoise (Soirée Petits plaisirs secrets)
- Semaine 4 : Danse contemporaine, Foxtrot, Jazz, Jive, Quickstep, Rumba ou Valse viennoise (Soirée L'année la plus mémorable)
- Semaine 5 : Charleston, Foxtrot, Jazz, Jive, Quickstep, Rumba, Tango argentin, Valse ou Valse viennoise (Soirée Disney)
- Semaine 6 : Jazz, Jive, Paso Doble, Quickstep, Rumba, Samba ou Tango argentin  (Soirée Cinéma)
- Semaine 7 : Charleston, Danse contemporaine, Jive, Paso Doble, Tango ou Valse viennoise + Freestyle par équipes (Soirée Halloween)
- Semaine 8 : Une danse en duo + Une danse en trio (Quarts de finale)
- Semaine 9 : Charleston, Danse contemporaine, Jazz, Jive, Paso Doble, Salsa, Tango, Tango argentin ou Valse (Demi-finale)
- Semaine 10 (soirée 1) : Une danse déjà effectuée + un freestyle (Finale)
- Semaine 10 (soirée 2) : Danse préférée de la saison + Fusion des danses (Finale)

| Jordan & Lindsay | Tango       | Valse viennoise | Samba          | Charleston      | Danse contemporaine | Foxtrot         | Rumba          | Paso Doble          | Freestyle (Equipe Monster Mash)          | Quickstep       | Salsa       | Tango argentin      | Jive       | Charleston | Freestyle | Samba          | Fusion Salsa-Paso Doble  |  |  |  |  |  |  |  |  |  |
| Lindsey & Mark   | Cha-cha-cha | Quickstep       | Salsa          | Jive            | Valse viennoise     | Foxtrot         | Tango argentin | Paso Doble          | Freestyle (Equipe Monster Mash)          | Samba           | Jazz        | Danse contemporaine | Tango      | Quickstep  | Freestyle | Jive           | Fusion Cha-cha-cha-Tango |  |  |  |  |  |  |  |  |  |
| Frankie & Witney | Foxtrot     | Tango           | Cha-cha-cha    | Samba           | Quickstep           | Tango argentin  | Jazz           | Danse contemporaine | Freestyle (Equipe Le Fantôme de l'Opéra) | Valse viennoise | Jive        | Salsa               | Paso Doble | Foxtrot    | Freestyle | Tango argentin | Fusion Foxtrot-Tango     |  |  |  |  |  |  |  |  |  |
| Drew & Emma      | Foxtrot     | Quickstep       | Rumba          | Tango argentin  | Jive                | Valse viennoise | Paso Doble     | Charleston          | Freestyle (Equipe Le Fantôme de l'Opéra) | Valse           | Cha-cha-cha | Tango               | Jazz       | Paso Doble | Freestyle |                | Jive                     |  |  |  |  |  |  |  |  |  |
| Victoria & Val   | Cha-cha-cha | Tango           | Rumba          | Quickstep       | Foxtrot             | Charleston      | Paso Doble     | Valse viennoise     | Freestyle (Equipe Le Fantôme de l'Opéra) | Tango argentin  | Jive        | Valse               | Charleston |            |           |                | Valse viennoise          |  |  |  |  |  |  |  |  |  |
| Terrell & Cheryl | Cha-cha-cha | Foxtrot         | Samba          | Salsa           | Valse viennoise     | Quickstep       | Jive           | Tango               | Freestyle (Equipe Monster Mash)          | Charleston      | Rumba       |                     |            |            |           |                |                          |  |  |  |  |  |  |  |  |  |
| Nikki & Artem    | Tango       | Valse           | Samba          | Valse viennoise | Danse contemporaine | Jazz            | Tango argentin | Jive                | Freestyle (Equipe Monster Mash)          |                 |             |                     |            |            |           |                | Quickstep                |  |  |  |  |  |  |  |  |  |
| Vanessa & Maks   | Cha-cha-cha | Foxtrot         | Salsa          | Jazz            | Rumba               | Valse           | Quickstep      | Paso Doble          | Freestyle (Equipe Le Fantôme de l'Opéra) |                 |             |                     |            |            |           |                | Quickstep                |  |  |  |  |  |  |  |  |  |
| Nick & Peta      | Cha-cha-cha | Foxtrot         | Tango argentin | Jazz            | Danse contemporaine | Quickstep       | Samba          |                     |                                          |                 |             |                     |            |            |           |                |                          |  |  |  |  |  |  |  |  |  |
| Sasha & Gleb     | Cha-cha-cha | Valse viennoise | Samba          | Jazz            | Foxtrot             | Rumba           |                |                     |                                          |                 |             |                     |            |            |           |                | Quickstep                |  |  |  |  |  |  |  |  |  |
| Derek & Sharna   | Salsa       | Foxtrot         | Paso Doble     | Cha-cha-cha     | Jazz                |                 |                |                     |                                          |                 |             |                     |            |            |           |                | Salsa                    |  |  |  |  |  |  |  |  |  |
| Debbie & Alan    | Foxtrot     | Quickstep       | Tango argentin |                 |                     |                 |                |                     |                                          |                 |             |                     |            |            |           |                | Quickstep                |  |  |  |  |  |  |  |  |  |
| Barbara & Keo    | Salsa       | Tango           |                |                 |                     |                 |                |                     |                                          |                 |             |                     |            |            |           |                | Jive                     |  |  |  |  |  |  |  |  |  |

 Danse avec le meilleur score
 Danse avec le moins bon score
 Danse non notée